# مسافة زاوية
في الرياضيات (خصوصا الهندسة وحساب المثلثات ) وجميع العلوم الطبيعية (تشمل علم الفلك وفيزياء الأرض، الخ ) , المسافة الزاوية (الفصل الزاوى، المسافة الظاهرية أو الفصل الظاهرى ) بين نقطتين في جسمين وبالأخذ في الاعتبار ملاحظة النقطتين من مكان مختلف هي قيمة الزاوية بين الاتجاهين ابتداء من الملاحظ وفي اتجاه الجسمين.

## الاستخدام
تشير المسافة الزاوية (الفصل ) فنيا إلى الزاوية نفسها، لكن تعنى المسافة الخطية (غالبا كبيرة أو غير معروفة ) بين هؤلاء الأجسام (مثل مشاهدة النجوم من الأرض ) .

## القياس
بما أن مفهوم المسافة الزاوية يطابق الزاوية نفسها، فإنه يقاس بنفس الوحدات , مثل الدرجات أو الراديان (التقدير الدائرى ) , وباستخدام معدات مثل المنقلة أو أجهزة ضوئية خصوصا المصصمة للإشارة إلى الاتجاهات المعروفة وتسجيل الزوايا المتطابقة (مثل التليسكوب ) .

## المعادلات
لكى يتم حساب المسافة الزاوية {\displaystyle \theta } بقوس الزاوية لأنظمة النجوم الثنائية , كواكب خارج المجموعة الشمسية , اجرام المجموعة الشمسية والأجرام السماوية الأخرى، نستخدم المسافة المدارية ( نصف المحور الرئيسى ) {\displaystyle a} , بالوحدة الفلكية مقسوما على سلم المسافات الكونية {\displaystyle D} بالفرسخ الفلكى بالنسبة إلى الزاوية الاصغر {\displaystyle \tan({\frac {a}{D}})} .
```
 

  

    

      

        
θ

        
≈

        

          

            

              
a

              
D

            

          

        

      

    

    
{\displaystyle \theta \approx {\dfrac {a}{D}}}

  

```